# Piedrabuena
Piedrabuena er en by og kommune i det sydlige centrale Spanien i provinsen Ciudad Real. Den har et indbyggertal på 4.345 (2024) indbyggere.